# Badminton 1916
1916 stand im Badminton der Spielbetrieb durch den Ersten Weltkrieg nahezu vollständig still. Es wurden keine bedeutenden internationalen oder nationalen Wettkämpfe ausgetragen.

## Geboren
- Gunnar Holm (* 24. Januar 1916), dänischer Badmintonspieler[1]
- Chester Goss (* 18. Juli 1916), US-amerikanischer Badmintonspieler[2]
- Per Sofus Nielsen (* 1. August 1916), norwegischer Badmintonspieler
- Marten Mendez (* 28. August 1916), US-amerikanischer Badmintonspieler
- Poul Vagn Nielsen (* 1. September 1916), dänischer Badmintonspieler
- Claude Carvallo (* 12. September 1916), französische Badmintonspielerin
- Tan Chong Tee (* 15. Oktober 1916), singapurischer Badmintonspieler